# Andrzej Ankwicz (zm. 1784)
Andrzej Ankwicz herbu Abdank (zm. 16 grudnia 1784 roku) – kantor krakowskiej kapituły katedralnej w latach 1782–1784, 
kanonik  krakowskiej kapituły katedralnej prebendy Goszczycka od 1749 roku.
Syn kasztelana zawichojskiego Hieronima.
Dwukrotny asesor do sądów siewierskich, pięciokrotny deputat kapituły na sejmik proszowicki, w 1765 roku delegowany przez kapitułę do załatwienia sporów z komisją wojskową warszawską.